# Avril 1945
Les événements concernant la Seconde Guerre mondiale sont détaillés dans l'article Avril 1945 (Seconde Guerre mondiale).

## Événements
- Avril - juin : 

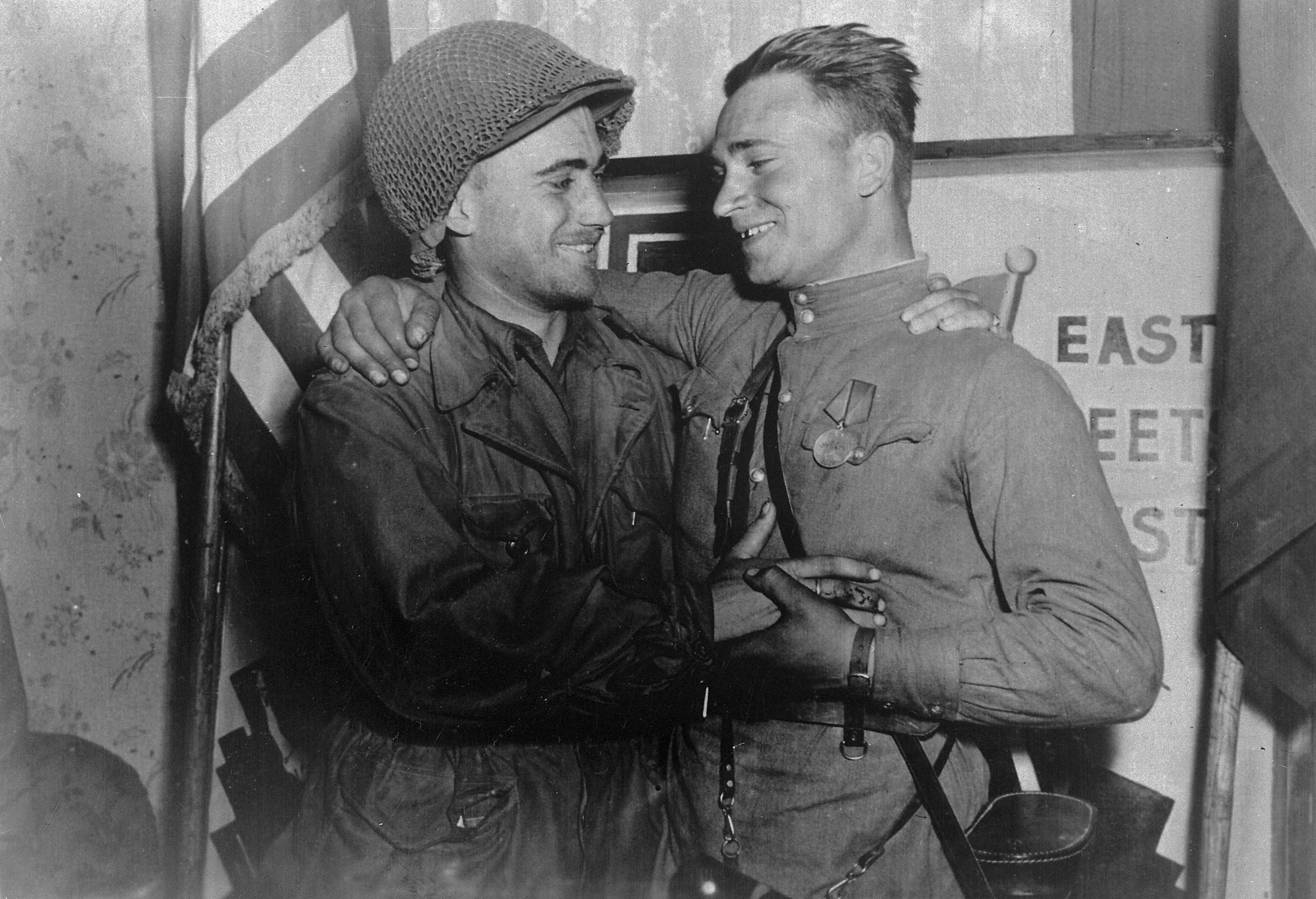
La poignée de main de Torgau : « Sam » et « Ivan », en réalité le lieutenant William Robertson, de l'US Army, et le lieutenant Alexander Sylvashko, de l'Armée rouge, se serrent symboliquement la main devant le panneau EAST MEETS WEST le Jour de l'Elbe ; photographie d'Alexandre Oustinov, reconstituée avec les protagonistes originaux.

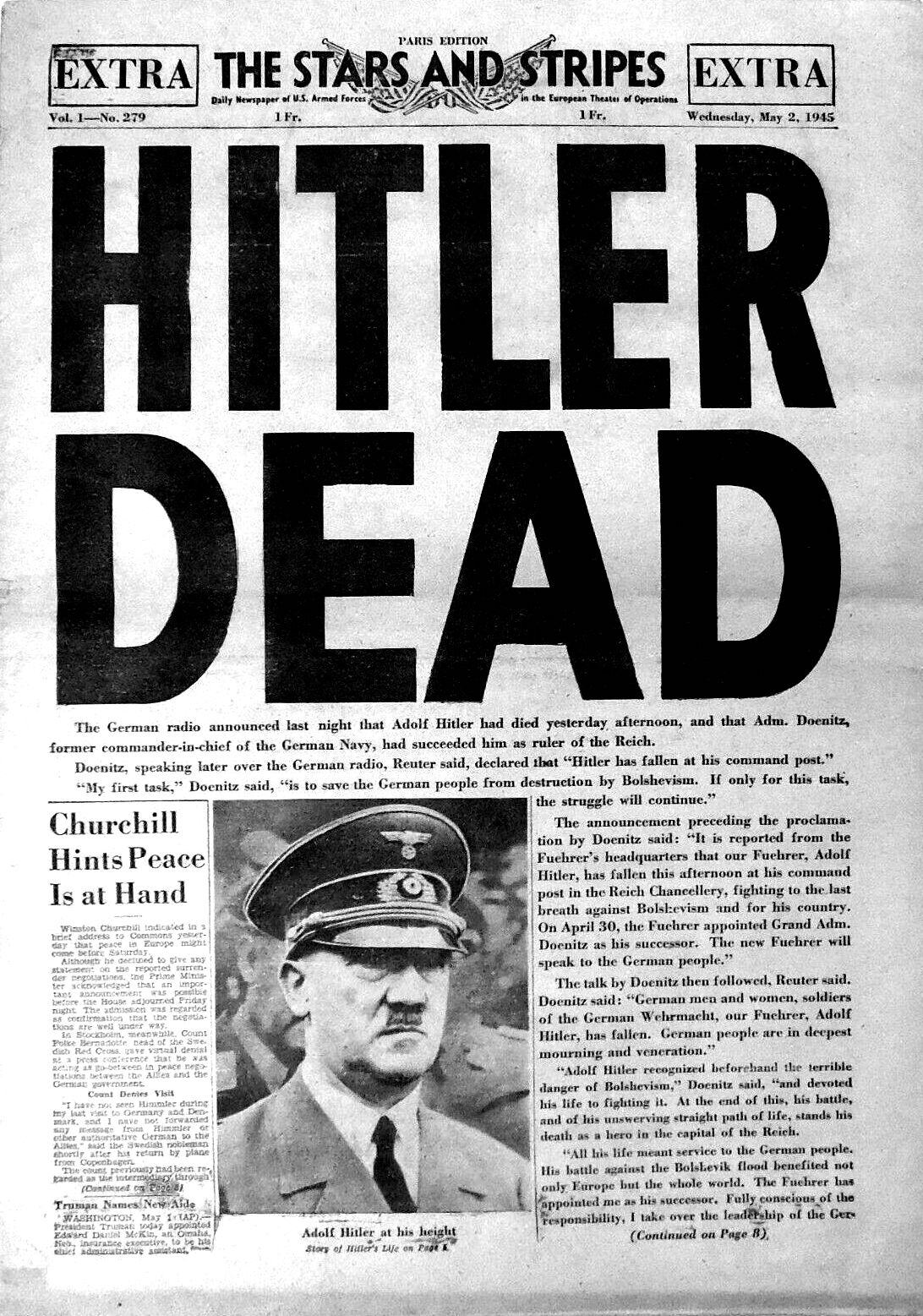
La mort d'Adolf Hitler fait les gros titres des journaux le 2 mai, date à laquelle ses restes sont découverts.

  - Les Nations unies établissent leurs quartiers généraux à New York.
  - Victoire chinoise sur le Japon à la bataille de l'ouest d'Hunan.

- 1er avril :
  - premier succès des avions suicide Yokosuka Ohka qui endommagent gravement le cuirassé USS West Virginia, le porte-avions britannique Indefatigable et trois autres navires.
  - début de la bataille d'Okinawa. Les forces alliées convergent sur Okinawa. Plus de 500 000 soldats interviendront dans cette opération amphibie. L’île est conquise complètement le 21 juin (50 000 victimes américaines, mortes ou blessées).

- 3 avril :
  - premières évacuations à Buchenwald.

- 4 avril : 
  - libération de Bratislava par l'Armée rouge;
  - la Hongrie est libérée totalement de l’envahisseur allemand. Commission de contrôle alliée dirigée par le maréchal Kliment Vorochilov en Hongrie.

- 5 avril :
  - Edvard Beneš installe un gouvernement tchécoslovaque, à forte proportion communiste, à Košice.
  - Tchécoslovaquie : Le programme de Košice adopte le principe d’une république où Tchèques et Slovaques seraient traités sur un pied d’égalité, avec un programme de nationalisations, une réforme agraire et la planification de l’économie.
  - Tito signe un accord avec l'Union soviétique permettant l’« entrée temporaire de troupes soviétiques sur le territoire yougoslave ».
  - Insurrection géorgienne de Texel (fin le 20 mai).
  - Japon : le gouvernement de Kuniaki Koiso décide de négocier la paix, mais ne parvient pas imposer ses vues aux militaires et démissionne.

- 7 avril : 
  - opération Ten-Gō. D'incessante vagues d'appareils américains coulent le plus gros cuirassé du monde, le Yamato ainsi que quatre destroyers qui l'accompagnaient pour une mission suicide.

- 9 avril :
  - France: nationalisation de Gnome et Rhône pour cause de collaboration.

- 11 avril :
  - Le camp de concentration de Buchenwald est libéré par des unités de la 3e Armée US. ;
  - Les armées américaines atteignent l'Elbe ;

- 12 avril :
  - l’USS Mannert L. Abele est coulé par des avions suicides japonais.
  - Décès de Franklin Delano Roosevelt
  - Le camp de concentration de Buchenwald est libéré par des unités de la 3e Armée US. ;
  - Les armées américaines atteignent l'Elbe ;

- 13 avril :
  - Entrée des troupes soviétiques dans Vienne (Autriche) (13 avril).Fin de l'Offensive Vienne.
  - Les SS quittent Bergen-Belsen.
  - Des centaines de Boeing B-29 américains bombardent Tokyo.

- 16 avril :
  - Libération des Pays-Bas : les soldats canadiens occupent Arnhem.
  - naufrage du Goya dans la mer Baltique coulé par le sous-marin soviétique L-3, environ 6 500 morts;
  - bataille de Seelow;
  - début de l’offensive soviétique contre Berlin.
  - Premier discours de Harry S. Truman devant le Congrès des États-Unis[1].

- 14 avril - 17 avril : Fin de la bataille de la Poche de Royan et de la pointe de Grave. Libération de Royan par l'armée française.

- 18 avril :Capitulation des unités allemandes encerclées dans la poche de la Ruhr.

- 19 avril : 
  - Encerclement par des troupes soviétiques de Berlin.
  - Premier vol du chasseur bimoteur embarqué De Havilland Sea Hornet.
  - Ordre est donné au 16e corps de la 9e Armée US d'organiser l'occupation et d'administrer par le gouvernement militaire du territoire occupé par la 9e Armée à l'ouest de la Weser.

- 20 avril : évacuation partielle de Sachsenhausen, faisant partie de la ville de Oranienbourg.

- 21 avril :
  - évacuation de Ravensbrück;
  - prise de Stuttgart par les Français;
  - l'URSS signe un pacte d'amitié avec la république populaire de Pologne.
  - Prise de Bologne par l'Armée polonaise de l'Ouest en Italie.

- 22 avril :
  - les troupes d'infanterie alpine ; regroupées dans le Détachement d'Armée des Alpes sous le commandement du général Doyen, rattaché au 6e groupe d'armées des États-Unis; finissent par reprendre les forts des Alpes dans trois secteurs:Tarentaise, en Maurienne et sur l'Authion, dans lesquels s'étaient retranchées des troupes allemandes, mais au prix de durs combats; lors de la Deuxième bataille des Alpes.

- 23 avril :
  - Appel du général De Gaulle au général Georges Vanier, ambassadeur du Canada à Paris, pour solliciter la fourniture de papier pour les entreprises de presse en France.
  - première utilisation opérationnelle de missiles à autodirecteur, il s'agit de deux missiles Bat tirés par des PB4Y Privateer sur des navires japonais dans le port de Balikpapan (Bornéo).

- 25 avril : 
  - Jonction des forces armées américaines et soviétiques à Torgau sur l'Elbe ; ce jour sera commémoré sous le nom de (en) Elbe Day.
  - Ouverture à San Francisco de la conférence des Nations unies chargée d’élaborer la charte de la nouvelle organisation internationale[2].

- 26 avril : 
  - Retour de Philippe Pétain en France.
  - Arrestation de Benito Mussolini à Dongo par un petit groupe de partisans de la 52e Brigade Garibaldi[3];

- 27 avril :
  - Le 27 avril est signée la déclaration d’indépendance, vis-à-vis du Troisième Reich, par le gouvernement provisoire autrichien,  constitué par le social-démocrate Karl Renner; lequel instaure la Deuxième République autrichienne et forme un gouvernement incluant des populistes, des communistes et des socialistes.

- 28 avril :
  - Adolf Hitler destitue Heinrich Himmler de toutes ses fonctions.
  - Le dictateur italien Benito Mussolini et sa compagne Clara Petacci sont fusillés par des partisans communistes à Giulino di Mezzegra;
  - dernier gazage à Mauthausen: des prisonniers anti-fascistes autrichiens;
  - la commune de Lambézellec dans le Finistère fusionne avec celle de Brest, dont elle devient un simple quartier ;

- 29 avril : 
  - Les corps du dictateur italien Benito Mussolini et de sa compagne Clara Petacci sont suspendus par les pieds sur la place Piazzale Loreto à Milan;
  - Les occupants japonais acceptent la formation d’une Commission d’enquête pour la préparation de l’indépendance de l’Indonésie. Durant l’été, les mouvements de résistance contrôlent Java à l’exception des villes.
  - les forces Alliées libèrent le camp de concentration de Dachau; massacre de Dachau;
  - Adolf Hitler épouse Eva Braun.
  - 29 avril - 13 mai, France : élections municipales. Les femmes votent pour la première fois.

- 30 avril : suicide d'Adolf Hitler (et d'Eva Braun) dans son Bunker, sa capitale envahie par l'Armée rouge et prise du Reichstag. Joseph Goebbels prend le pouvoir.

## Naissances
- 2 avril : 
  - Michèle Fabien, dramaturge belge († 10 septembre 1999).
  - Richard Taruskin, musicologue, historien de la musique et critique américain († 1er juillet 2022).
  - Roger Bootle-Wilbraham, homme politique britannique († 31 octobre 2018).
- 4 avril : 
  - Daniel Cohn-Bendit, homme politique allemand.
  - Robert Bourgi, conseiller politique libano-français, spécialiste des questions africaines.
- 7 avril : Joël Robuchon, chef cuisinier français.
- 11 avril : Yves Prouzet, tireur sportif français.
- 13 avril : Tony Dow, acteur américain.
- 14 avril : 
  - Ritchie Blackmore, ancien guitariste du groupe de rock Deep Purple.
  - Sailele Malielegaoi, économiste et homme politique samoan et premier ministre des Samoa de 1998 à 2021.
- 16 avril : Michel Denisot, journaliste, un producteur de télévision et un animateur de télévision français.
- 18 avril : Bernard Arcand, anthropologue.
- 20 avril : Gregory Olsen, touriste spatial américain.
- 21 avril : 
  - Tania Torrens, actrice française de doublage († 12 décembre 2024)
  - Michel Berson, personnalité politique française († 8 avril 2021).
- 24 avril : Dick Rivers, chanteur de rock français.
- 25 avril : Björn Ulvaeus, guitariste chanteur et compositeur du groupe suédois ABBA.
- 30 avril : Michael J. Smith, astronaute américain († 28 janvier 1986).

## Décès
- 3 avril : 
  - Jean Burger, résistant français, militant communiste, fondateur du groupe de résistance « Mario » (°16 février 1907).
  - Arthur Vanderpoorten, homme politique belge (° 17 février 1884).
- 9 avril : Augusta van Pels, femme juive s'étant cachée en compagnie d'Anne Frank et sa famille, meurt aux alentours du camp de Theresienstadt.
- 10 avril :
  - Hélène Berr, auteur juive d'un journal qui sera publié de nombreuses années plus tard. Elle meurt au camp de concentration de Bergen-Belsen.
  - Julien Roger, maître fusilier marin, compagnon de la Libération (° 17 décembre 1919).
  - Lucien Storme, coureur cycliste belge (° 18 juillet 1916).
- 12 avril : Franklin Delano Roosevelt, président des États-Unis.
- 13 avril : René Desvignes, gendarme et résistant français (° 17 octobre 1909).
- 20 avril : Johannes Sobotta, anatomiste allemand  (° 31 janvier 1869).
- 26 avril : Raoul Clainchard, résistant français pendant la Seconde Guerre mondiale (° 26 août 1920).
- 28 avril : Benito Mussolini, dictateur italien (exécuté).
- 30 avril :
  - Eva Braun, compagne d'Adolf Hitler (suicidée).
  - Adolf Hitler, dictateur allemand d'origine autrichienne (suicidé).